# Strančice
Strančice (deutsch Stranschitz) ist eine Gemeinde in Tschechien. Sie liegt 26 Kilometer südöstlich des Stadtzentrums von Prag und gehört zum Okres Praha-východ.

## Geschichte
Die erste schriftliche Erwähnung Strančices stammt aus dem Jahr 1404.
Größere Bedeutung erlangte der Ort erst im Jahr 1868, als auf dem Gemeindegebiet mit dem Bau der Eisenbahn begonnen wurde. 1871 wurde die Bahn mit einer Fahrt von Čerčany nach Prag eröffnet. 

## Gemeindegliederung
Strančice besteht aus den Ortsteilen Kašovice, Otice, Předboř, Sklenka, Strančice, Svojšovice und Všechromy.

## Sehenswürdigkeiten
- ehemalige Synagoge
- Kapelle St. Anna
- Kirche St. Nikolaus in Otice

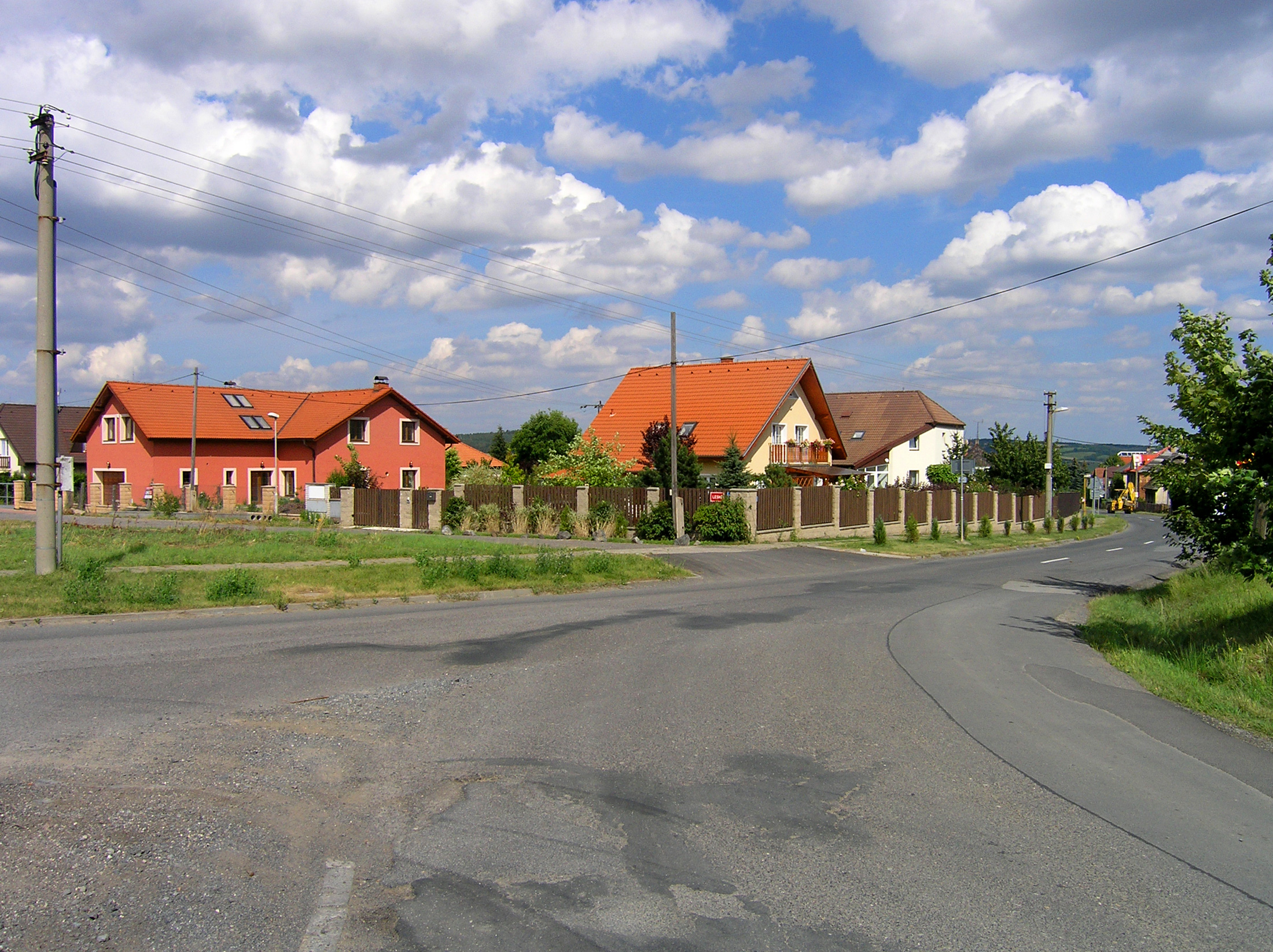
Ortszentrum
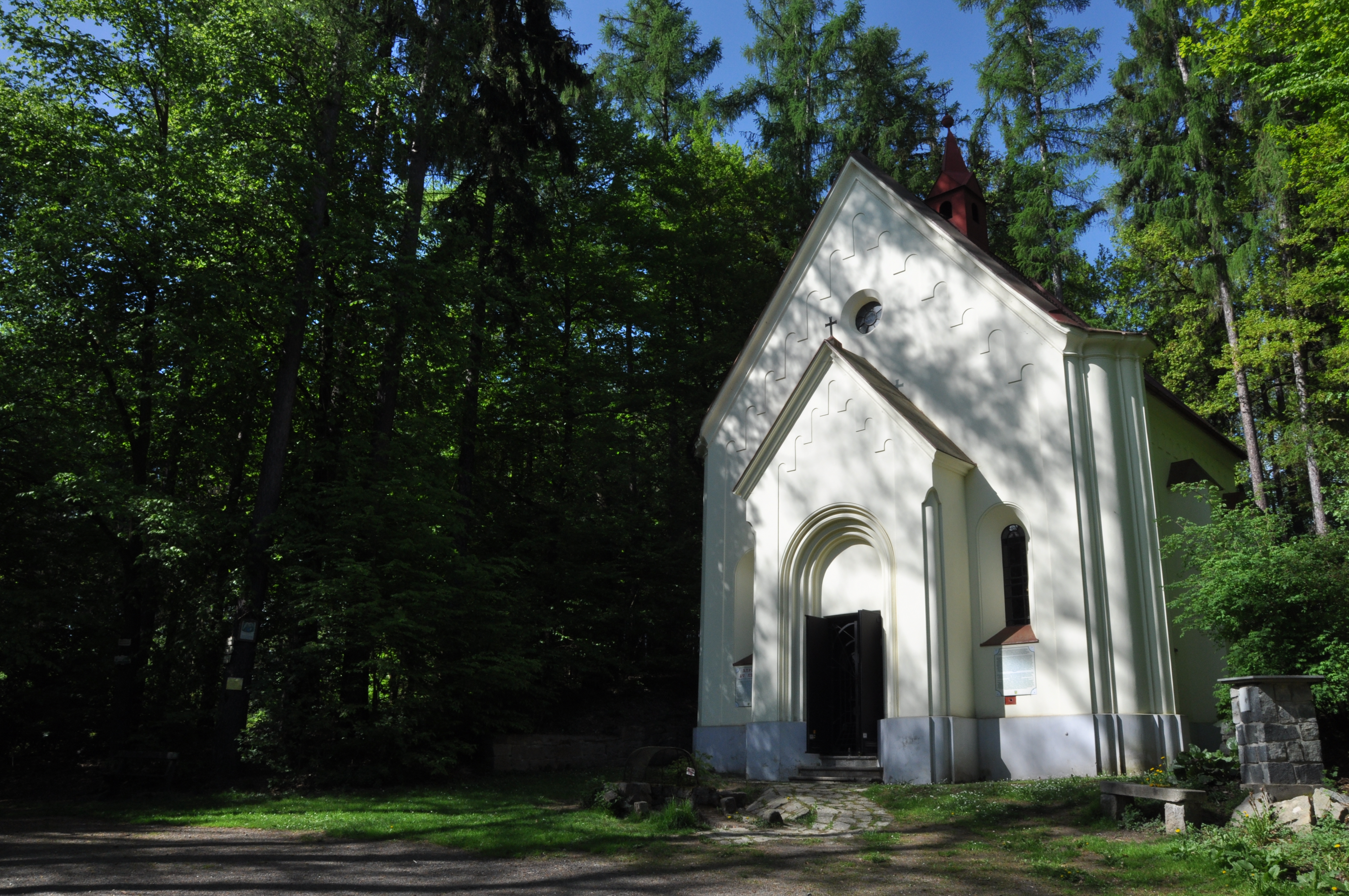
Annakapelle
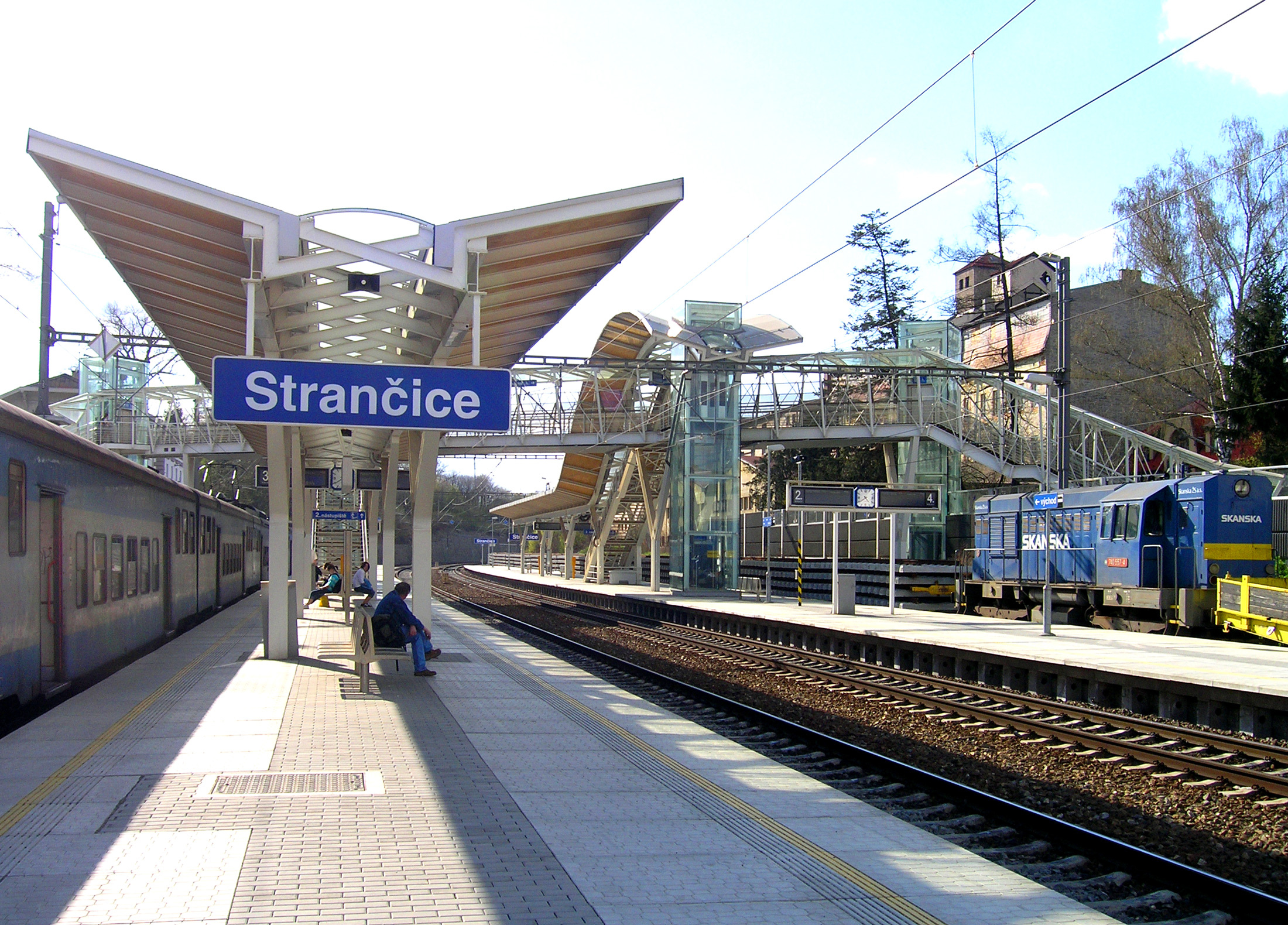
Bahnhof Strančice
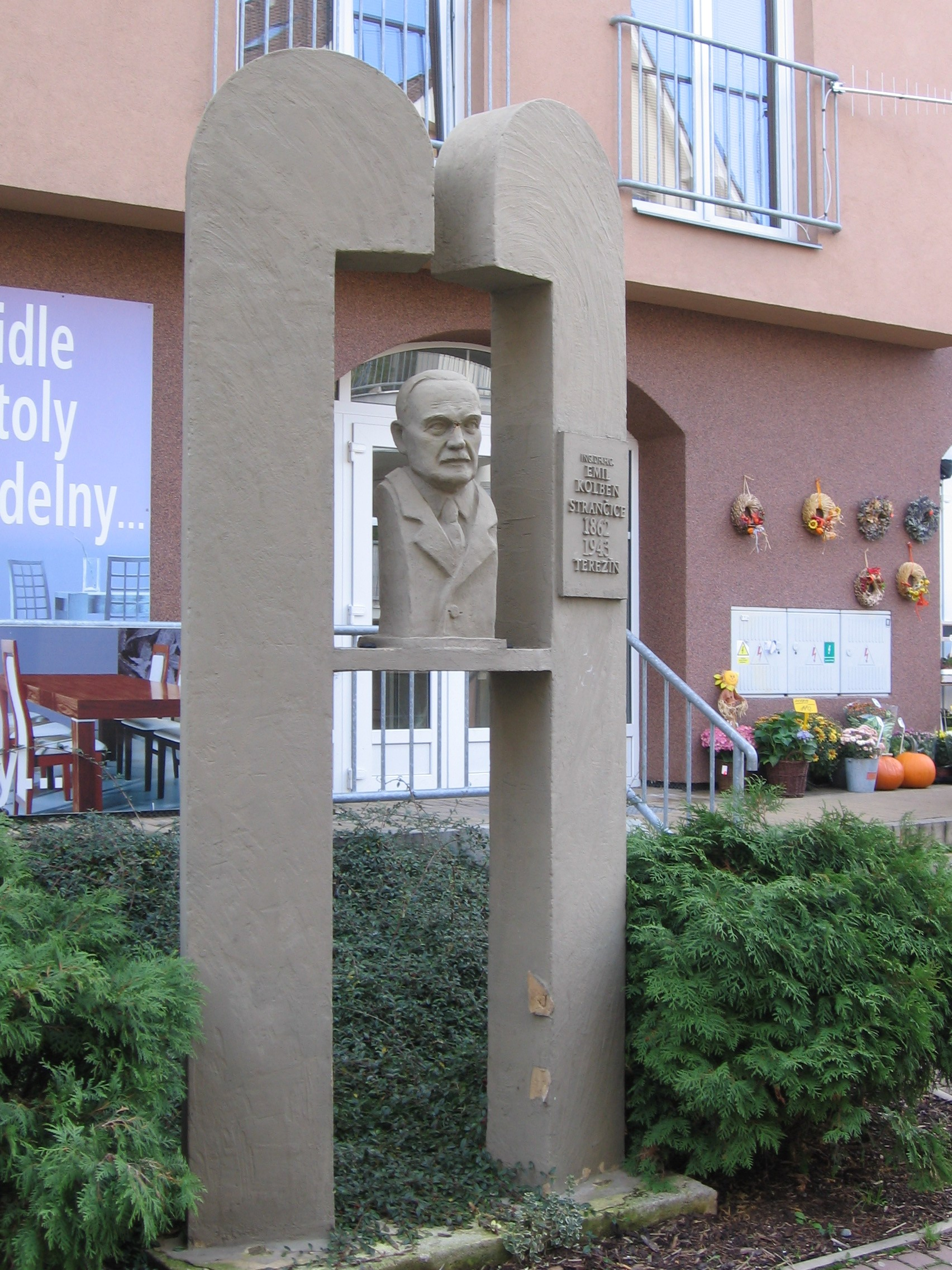
Denkmal für Emil Kolben

## Wirtschaft und Infrastruktur
Das Verwaltungsgebäude des Betonwerkes BETON Strančice s.r.o. erhielt 2018 den Tschechischen Architekturpreis.

## Söhne und Töchter der Gemeinde
- Emil Kolben (1862–1943), Elektrotechnikpionier und Unternehmer